# Forêts pluviales des basses terres de Nouvelle-Bretagne et Nouvelle-Irlande
Localisation
Les forêts pluviales des basses terres de Nouvelle-Bretagne et Nouvelle-Irlande est une écorégion définie par le fonds mondial pour la Nature (WWF). Elle couvre la majorité du territoire - les basses terres - de l'archipel Bismarck : les îles de Nouvelle-Bretagne et de Nouvelle-Irlande à l'est de la Papouasie-Nouvelle-Guinée. Elle appartient à l'écozone australasienne et au biome des forêts décidues humides tropicales et subtropicales.